# Bebejan
Bebejan (* unbekannt; † 1836), auch Jerum Jerum genannt, war ein Aborigine der Wurundjeri, ein Ngurungaeta (Führer). Der Stamm siedelte im heutigen Bundesstaat Victoria im Südosten von Australien. In Melbourne sollen heute (2012) noch ca. 100 Wurundjeri leben.
Er war beim Vertragsabschluss des Batman’s Treaty im Jahre 1835 anwesend und soll ihn mit sieben weiteren Stammesführern unterzeichnet haben. Dieser Vertrag ist historisch bedeutsam, da er das einzige Dokument dafür ist, dass europäische Siedler über Land der Aborigines verhandelten und dieses kein Niemandsland war.

## Leben
Bebejan führte die Clans der Wurundjeri-Willam von den Woiwurrung, den Tooterrie und den Ngurailum Clan aus der Murchison Area. Zuvor wurden diese Stämme von Barla, seiner Mutter, geführt; sie war eine elder ihres Stammes.
Der Batman-Vertrag, der im Jahre 1836 zwischen acht elders und John Batman geschlossen wurde, war bedeutsam für die Geschichte Australiens. Dabei wurden 2.000 Quadratkilometer Land um Melbourne gegen Wertgegenstände von heute etwa 100 englischen Pfund übertragen. Es wird angenommen, dass die Unterschriften nicht von den elders geleistet wurden, sondern von anderen Aborigines. Ferner war der Rechtscharakter dieses Vertrages den Aborigines völlig unklar, da sie eine gänzlich andere Vorstellung der Nutzung und des Eigentums von Land hatten. Bei der zweifelhaften Vertragsunterzeichnung war auch Billibellary, ein bekannter Führer der Aborigines, zugegen, sowie Bebejans Sohn William Barak, ein späterer Clan-Führer der Wurundjeri.
Bebejan war mit Jemina Burns, einer Weißen, verheiratet. Sie lernten sich in Melbourne kennen, wo sie in einem Heim in Healesville für Aboriginekinder aufwuchs, in dem sie Bebejan traf. Sie heirateten nicht traditionell in der Art der Aborigines, sondern in einer christlichen Kirche. Nach dieser Heirat erhielt sie den Aborigine-Namen Wemba Wemba und wurde ein Mitglied des Stammes am Murray River. Sie übernahm alle Traditionen des Stammes und wurde als Woiwurrung-Frau akzeptiert. Bebejan und Wemba Wemba hatten 13 Kinder, die sogenannte Half-cast (Mischlinge) waren. Einer ihrer Söhne war William Barak, ein begabter Maler, der nach Bebejans Tod zu dessen Nachfolger als Stammesführer wurde. Er soll bei der Vertragsunterzeichnung im Alter von etwa 10 Jahren zugegen gewesen sein.
Bebejan starb im Jahre 1836, etwa 12 Monate nach Vertragsabschluss des Batman’s Treaty. Es wird angenommen, dass er am Dights Fall beerdigt wurde, wo sich Merri Creek und Yarra River vereinen.